# Postgeschichte von Lesse
Die Postgeschichte von Lesse beschreibt die geschichtliche Entwicklung des Postwesens in Lesse.

## Postgeschichte

Frühe Poststempel von Lesse

Am 1. Oktober 1867 wurde in Lesse eine Postexpedition eröffnet, die mit einer Fahrpost mit Salder verbunden war. Die Landzustellung erfolgte nach Berel, Hohenassel, Nordassel, Oelber a. w. W. und Westerlinde.
Durch den kurzen Verwendungszeitraum ist der Zweikreissehnenstempel sehr selten, einen Rostgitterstempel hat Lesse nicht mehr erhalten.
Im Norddeutschen Postbezirk (1868) besteht sie weiter als Post-Expedition, wird dann aber 1874 in eine Postagentur und 1896 in eine Postverwaltung umgewandelt.
Die Postexpedition war wahrscheinlich in der abgerissenen "Crome-Schule" untergebracht, unter dem Schullehrer Horn (bis 1895).
Am 1. Mai 1895 zieht die Post in das angemietete Haus des Lesser Postamtsleiters Engelke, welcher verwandt war mit der Witwe Reinecke aus der Reineckschen Villa (Kinderheim), von der er das Gebäude auch erbt (heute Zum Hohen Tor 30).
Am 1. April 1934 Einrichtung der Posträume im Gebäude „Zum Hohen Tor 3“ (Lindesches Grundstück) und Aufgabe der nach Wegfall des Landzustelldienstes nicht mehr benötigten Räume „Zum Hohen Tor 30“. Erster Leiter wird Herr Struckmann in den neuen Räumen.
Am 31. Dezember 2003 Schließung der Postfiliale Lesse (38228 Salzgitter 13) Zum Hohen Tor 3.
Mitte Januar 2004 Eröffnung eines Postshops in der Tankstelle Genther, Nienstedter Straße. Bedienung durch Frau Schulle. Weiterführung des Poststempels 38228 Salzgitter 13 (Lesse) mit der Stempelkennung „a“.
Am 31. März 2009 Schließung des Postshops, Versorgung mit Postwertzeichenverkauf und Paketannahme über die Bäckerei Bernd Pöhl in der Nienstedter Straße. Ein Poststempel wird nicht mehr geführt.